# Gastrallus marginipennis
Gastrallus marginipennis är en skalbaggsart som beskrevs av Leconte 1879. Gastrallus marginipennis ingår i släktet Gastrallus och familjen trägnagare. Inga underarter finns listade i Catalogue of Life.